# Mark A. Kyle

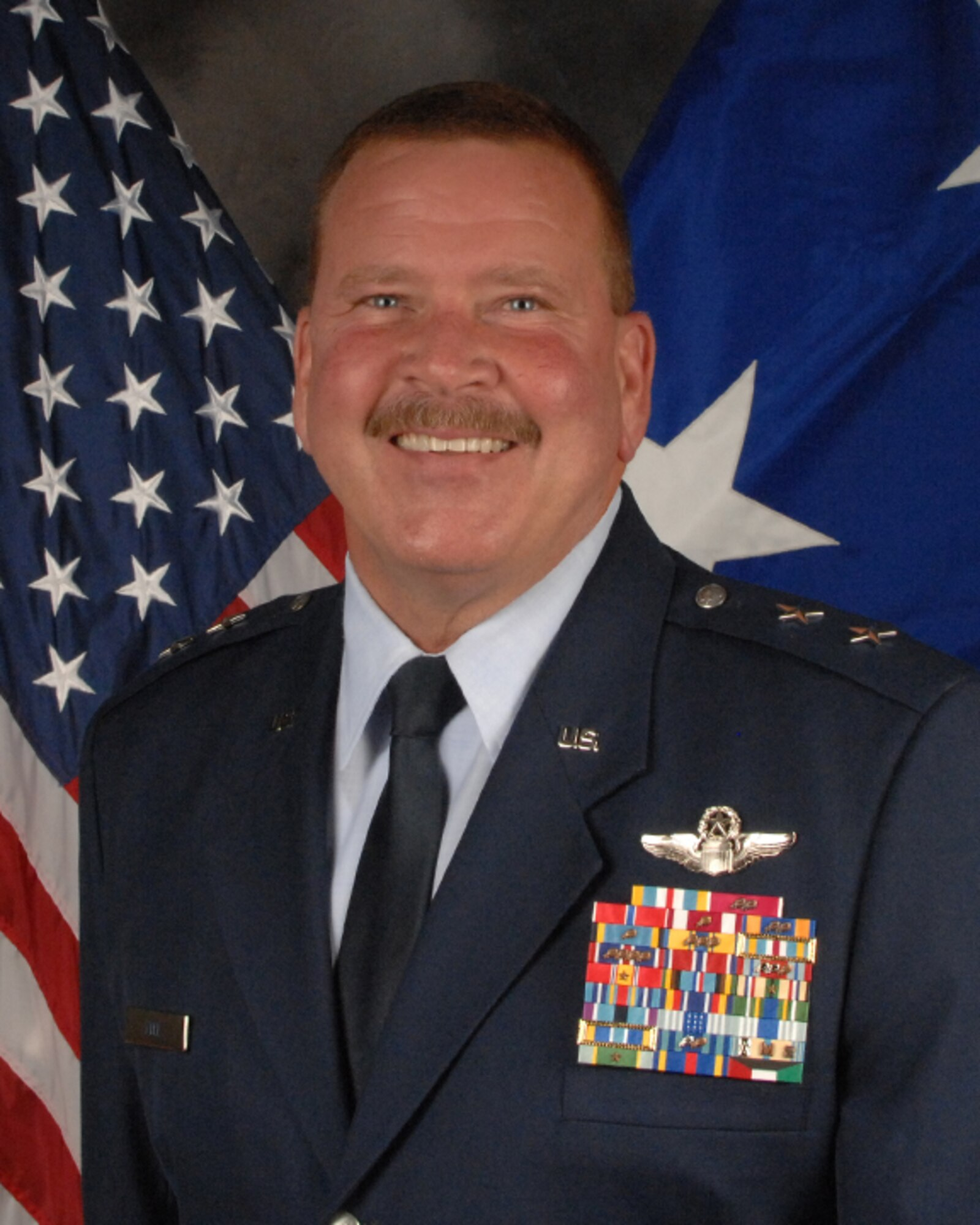
Mark A. Kyle

Mark A. Kyle (* um 1958) ist ein pensionierter Generalmajor der United States Air Force. Er war unter anderem Kommandeur der 4. und der 22. Luftflotte.
Über die Officer Training School auf der Lackland Air Force Base in Texas gelangte er im Jahr 1980 in das Offizierskorps der United States Air Force. Dort durchlief er anschließend alle Offiziersränge vom Leutnant bis zum Zwei-Sterne-General.
Im Lauf seiner militärischen Karriere absolvierte er verschiedene Kurse und Schulungen. Dazu gehörten unter anderem eine Ausbildung zum Hubschrauberpiloten; die Squadron Officer School über einen Fernkurs; das Air Command and Staff College und das Air War College beide ebenfalls über einen Fernkurs und der Safety and Accident Investigation Board President Course auf dem Hurlburt Field in Florida. Außerdem erhielt er akademische Grade von der University of South Florida und der Universität der Philippinen.
In seinen frühen Jahren als Offizier der Luftwaffe war er an verschiedenen Stützpunkten stationiert. Dabei war er als Hubschrauberpilot, Flugausbilder oder Stabsoffizier bei unterschiedlichen Einheiten tätig. Dazwischen absolvierte er die erwähnten Schulungen. Zwischen April 1982 und September 1986 war er auf der Clark Air Base auf den Philippinen stationiert, wo er unter anderem als Ausbildungspilot für Hubschrauber tätig war. Im weiteren Verlauf schloss er sich der Reserve der Air Force an und bekleidete hauptberuflich einen Job als Zivilist bei einer Militäreinheit. In der Reserve der Luftwaffe setzte er seine Offizierslaufbahn dann fort.
Zwischen Mai 2002 und Juli 2004 kommandierte er als Oberst in Portland in Oregon das 939. Geschwader (939th Wing), das der 4. Luftflotte unterstand. Anschließend erhielt er auf der Eglin Air Force Base in Florida das Kommando über das 919. Sondergeschwader (919th Special Operations Wing), das zur 10. Luftflotte gehörte. Diesen Posten bekleidete Mark Kyle zwischen Juli 2004 und Juli 2006. Es folgte eine Versetzung zur Peterson Air Force Base in Colorado. Dort gehörte er zwischen Juli 2006 und August 2007 als Vice Director of Operations dem Stab des United States Northern Commands an. Danach wechselte er zur Stabsabteilung für Operationen beim ebenfalls auf der Peterson AFB ansässigen North American Aerospace Defense Command (NORAD), wo er bis zum Juli 2008 verblieb.
Kyles nächste Mission führte ihn nach Georgia zur Robins Air Force Base. Zwischen Juli 2008 und Juni 2010 gehörte er dort in unterschiedlichen Funktionen dem Stab des Air Force Reserve Commands an. Danach leitete er die Stabsabteilung für mobile Einsatzkräfte (Director of Mobility Forces) beim U.S. Air Forces Central Command, das aus der früheren 9. Luftflotte hervorgegangen war. Dieser war im Nahen Osten stationiert und dem United States Central Command unterstellt. Mark Kyle erfüllte diese Aufgabe zwischen Juni 2010 und Januar 2011.
Im März 2011 übernahm er auf der March Air Reserve Base in Kalifornien als Nachfolger von Eric W. Crabtree das Kommando über die 4. Luftflotte (Fourth Air Force). Dieses Amt bekleidet er bis zum Oktober 2013 als John C. Flournoy Jr. seine Nachfolge antrat. Danach wurde er zur Dobbins Air Reserve Base in Georgia beordert. Dort übernahm er im Oktober 2013 als Nachfolger von Wallace W. Farris Jr. den Oberbefehl über die 22. Luftflotte (Twenty Second Air Force). Er behielt dieses Kommando bis zum Juli 2014 und wurde dann von Stayce Harris abgelöst.
Nach dem Endes dieses Auftrags kehrte Mark Kyle zum Stab des Air Force Reserve Commands auf die Robins AFB in Georgia zurück. Dort bekleidet er ab Juli 2014 bis zu seiner Pensionierung im Jahr 2015 das Amt des Leiters für Luft- und Weltraumoperationen (Director, Air, Space and Information Operations).
Während seiner aktiven Zeit als Militärpilot absolvierte er über 4300 Flugstunden vor allem mit Hubschraubern.

## Daten der Beförderungen
| Abzeichen | Rang               | Jahr             |
| --------- | ------------------ | ---------------- |
|           | Second Lieutenant  | 27. Februar 1981 |
|           | First Lieutenant   | 27. Februar 1983 |
|           | Captain            | 27. Februar 1985 |
|           | Major              | 5. März 1993     |
|           | Lieutenant Colonel | 15. Oktober 1997 |
|           | Colonel            | 30. März 2001    |
|           | Brigadier General  | 1. Dezember 2006 |
|           | Major General      | 17. Februar 2012 |

## Orden und Auszeichnungen
Mark Kyle erhielt im Lauf seiner militärischen Laufbahn unter anderem folgende Auszeichnungen:
- Defense Superior Service Medal
- Legion of Merit
- Bronze Star Medal
- Meritorious Service Medal
- Air Medal
- Aerial Achievement Medal
- Air Force Commendation Medal
- Joint Meritorious Unit Award
- Air Force Outstanding Unit Award
- Combat Readiness Medal
- National Defense Service Medal
- Armed Forces Expeditionary Medal
- Southwest Asia Service Medal
- Global War on Terrorism Service Medal
- Humanitarian Service Medal
- Kuwait Liberation Medal (Kuwait)